# Laguna Achibueno
Laguna Achibueno är en sjö i Chile.   Den ligger i regionen Región del Maule, i den södra delen av landet, 300 km söder om huvudstaden Santiago de Chile. Laguna Achibueno ligger 1 787 meter över havet. Arean är 0,34 kvadratkilometer. Den sträcker sig 0,6 kilometer i nord-sydlig riktning, och 1,0 kilometer i öst-västlig riktning.
Trakten runt Laguna Achibueno består i huvudsak av gräsmarker. Runt Laguna Achibueno är det glesbefolkat, med 12 invånare per kvadratkilometer.